# Теплолюбивые растения

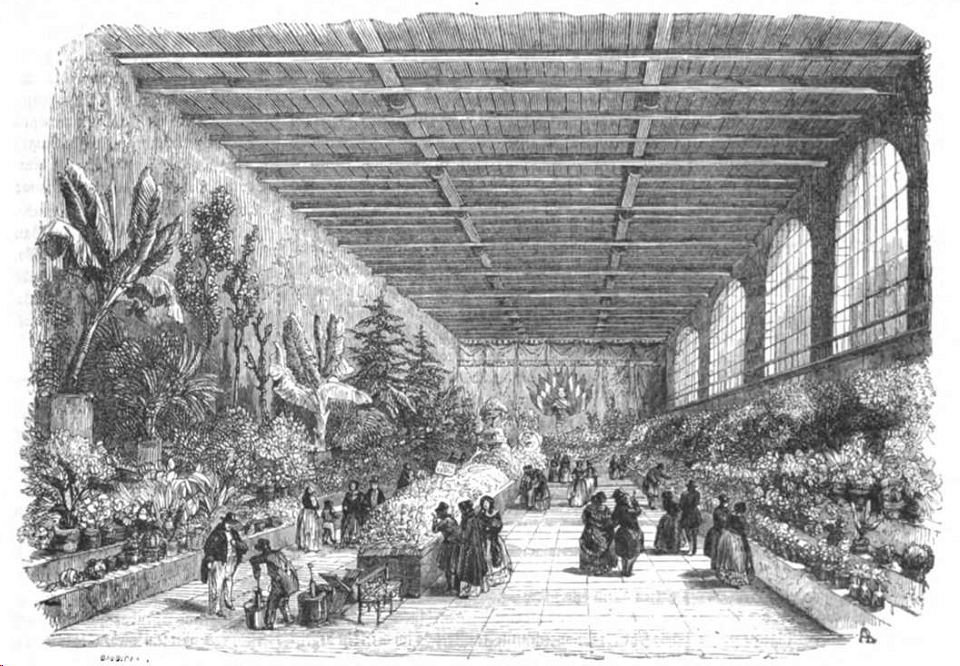
Теплолюбивые растения на выставке в оранжерее Люксембургского сада, Париж, Франция. Иллюстрация Иоганна Якоба Вебера (1843)

Теплолюбивые растения, или термофиты, — экологическая группа растений с низкой холодоустойчивостью; при заморозках или даже слабоположительных температурах такие растения гибнут. Иногда теплолюбивые растения рассматриваются как частный случай термофилов — организмов, способных существовать при постоянно высоких температурах.

## Общие сведения
Обычно к теплолюбивым растениям относят те, которые гибнут при температуре ниже +6 °C, в то же время уровень воздействия охлаждения на растение зависит не только от температуры, но также и от других условий, в которых развивается организм: влажность воздуха, влажность почвы, уровень освещённости; кроме того, играет значение возраст растения и его физиологическое состояние.
Некоторые тропические растения могут получить серьёзные повреждения или даже погибнуть при понижении до критической для них температуры всего на несколько минут, при этом нередко растения погибают не сразу после их охлаждения, а спустя некоторый промежуток времени. Внешние признаки повреждения теплолюбивых растений — их завядание, а также изменение окраски из-за разрушения хлорофилла; но иногда погибающие растения внешне продолжают выглядеть вполне здоровыми. Гибель теплолюбивых растений связана с тем, что в клетках происходит необратимое нарушение обмена веществ (распад начинает преобладать над синтезом), нарушается структура протоплазмы, накапливаются токсические вещества.

## Культивирование теплолюбивых растений
Несколько повысить холодоустойчивость теплолюбивых растений возможно, используя различные агротехнические приёма, включая закаливание семян и рассады, а также путём прививки теплолюбивых растений на родственные холодоустойчивые (например, известно об успешном получении урожая дыни и арбуза в условиях средней полосы России при прививке их проростков к тыкве). В целях выращивания теплолюбивых видов растений в условиях умеренного климата проводят работы по выведению холодостойких сортов.
Для выращивания теплолюбивых растений в условиях холодного для них климата также используют специальные остеклённые помещения — оранжереи, в которых имеется возможность регулировать температуру и влажности воздуха и почвы, при этом обогрев может быть как солнечным, так и техническим.